# Forcipomyia malayae
Forcipomyia malayae är en tvåvingeart som beskrevs av Saunders 1956. Forcipomyia malayae ingår i släktet Forcipomyia och familjen svidknott. Inga underarter finns listade i Catalogue of Life.